# Улан Уде
Улан Уде (рус. Ула́н-Удэ, бур. Улаан-Үдэ) град је у Русији и административни центар републике Бурјатија. Познат је и по свом некадашњем имену Верхнеудинск. Налази се 100 km југоисточно од Бајкалског језера. Трећи је по величини у источном Сибиру. Према попису становништва из 2010. у граду је живело 404.357 становника.
Град су основали руски козаци 1666. Због свог географског положаја постао је велики трговачки центар који је повезивао Русију са Кином и Монголијом.

## Географија

### Клима
| Клима Улан-Удеа             | Клима Улан-Удеа | Клима Улан-Удеа | Клима Улан-Удеа | Клима Улан-Удеа | Клима Улан-Удеа | Клима Улан-Удеа | Клима Улан-Удеа | Клима Улан-Удеа | Клима Улан-Удеа | Клима Улан-Удеа | Клима Улан-Удеа | Клима Улан-Удеа | Клима Улан-Удеа |
| Показатељ \ Месец           | .Јан.           | .Феб.           | .Мар.           | .Апр.           | .Мај.           | .Јун.           | .Јул.           | .Авг.           | .Сеп.           | .Окт.           | .Нов.           | .Дец.           | .Год.           |
| --------------------------- | --------------- | --------------- | --------------- | --------------- | --------------- | --------------- | --------------- | --------------- | --------------- | --------------- | --------------- | --------------- | --------------- |
| Апсолутни максимум, °C (°F) | −0,4 (31,3)     | 8,4 (47,1)      | 18,4 (65,1)     | 26,4 (79,5)     | 34,5 (94,1)     | 40,0 (104)      | 39,5 (103,1)    | 39,7 (103,5)    | 32,2 (90)       | 24,7 (76,5)     | 10,4 (50,7)     | 5,2 (41,4)      | 40,0 (104)      |
| Средњи максимум, °C (°F)    | −17,9 (−0,2)    | −10,9 (12,4)    | −0,3 (31,5)     | 9,8 (49,6)      | 18,7 (65,7)     | 24,5 (76,1)     | 26,6 (79,9)     | 23,6 (74,5)     | 16,5 (61,7)     | 6,9 (44,4)      | −5,0 (23)       | −14,6 (5,7)     | 6,5 (43,7)      |
| Просек, °C (°F)             | −23,4 (−10,1)   | −17,9 (−0,2)    | −7,4 (18,7)     | 2,4 (36,3)      | 10,6 (51,1)     | 16,9 (62,4)     | 19,8 (67,6)     | 17,1 (62,8)     | 9,6 (49,3)      | 0,7 (33,3)      | −10,1 (13,8)    | −19,3 (−2,7)    | −0,1 (31,8)     |
| Средњи минимум, °C (°F)     | −27,6 (−17,7)   | −23,9 (−11)     | −13,7 (7,3)     | −3,7 (25,3)     | 3,6 (38,5)      | 10,5 (50,9)     | 14,2 (57,6)     | 11,8 (53,2)     | 4,3 (39,7)      | −4,0 (24,8)     | −14,2 (6,4)     | −23,2 (−9,8)    | −5,5 (22,1)     |
| Апсолутни минимум, °C (°F)  | −54,4 (−65,9)   | −44,9 (−48,8)   | −40,4 (−40,7)   | −28,0 (−18,4)   | −15,1 (4,8)     | −3,9 (25)       | 1,2 (34,2)      | −4,0 (24,8)     | −11,4 (11,5)    | −27,9 (−18,2)   | −38,0 (−36,4)   | −48,8 (−55,8)   | −54,4 (−65,9)   |
| Количина падавина, mm (in)  | 5 (2)           | 3 (1,2)         | 3 (1,2)         | 6 (2,4)         | 18 (7,1)        | 43 (16,9)       | 65 (25,6)       | 68 (26,8)       | 28 (11)         | 7 (2,8)         | 10 (3,9)        | 9 (3,5)         | 265 (104,3)     |
| Извор: Погода и климат      |                 |                 |                 |                 |                 |                 |                 |                 |                 |                 |                 |                 |                 |

## Становништво
Према прелиминарним подацима са пописа, у граду је 2010. живело 404.357 становника, 44.966 (12,51%) више него 2002.
| 1939.   | 1959.   | 1970.   | 1979.   | 1989.   | 2002.   | 2010.   |
| ------- | ------- | ------- | ------- | ------- | ------- | ------- |
| 125.690 | 175.172 | 253.569 | 300.370 | 352.530 | 359.391 | 404.426 |

## Партнерски градови
- Тајпеј
- Беркли
- Елиста
- Омск